# Мак Лизы
Мак Лизы (лат. Papaver lisae) — травянистое растение, вид рода Мак (Papaver) семейства Маковые.

## Описание
Многолетнее травянистое растение. Не имеет стебля, листья зелёные, длинные, курчавые, на черешках рыжевато-белое щетинистое опушение. Цветоносы прямостоячие, 25—35 см длиной, цветки круглые, 6—8 см в диаметре, оранжево-розовые, тычинки многочисленные, пыльники линейные. Цветёт в июле—августе.
Плод — коробочка сизоватого цвета. Размножается семенами. Произрастает на осыпях, скалах, поднимаясь иногда на 2000—2900 метров над уровнем моря.

## Ареал
Является эндемиком Центрального Кавказа. Произрастает в Кабардино-Балкарии, Северной Осетии.

## Охранный статус
Редкий вид. Занесён в Красную книгу России. Вымирает в связи с низкой конкурентоспособностью, выпасом скота на местах произрастания вида.